# Unterseeboot 859
L'Unterseeboot 859 (ou U-859) est un sous-marin allemand utilisé par la Kriegsmarine pendant la Seconde Guerre mondiale.

## Historique
L'U-859 reçoit sa formation de base dans la 4. Unterseebootsflottille à Stettin en Poméranie jusqu'au 31 mars 1944, où il rejoint la formation de combat la 12. Unterseebootsflottille à Bordeaux.
L'U-859 navigue dans l'Océan Indien avec la meute de loups gris du nom de Monsun lorsqu'il est coulé le 23 septembre 1944 près de Penang dans le détroit de Malacca à la position géographique de 5° 46′ N, 100° 04′ E, par des torpilles tirées du sous-marin britannique HMS Trenchant.
Quarante-sept membres de l'équipage meurent dans cette attaque, qui comporte vingt survivants.

## Affectations successives
- 4. Unterseebootsflottille du 8 juillet 1943 au 31 mars 1944
- 12. Unterseebootsflottille du 1er avril 1944 au 23 septembre 1944

## Commandement
- Kapitänleutnant Johann Jebsen du 8 juillet 1943 au 23 septembre 1944

## Navires coulés
L'U-859 a coulé 3 navires marchands d'un total de 20 853 tonneaux au cours de l'unique patrouille qu'il effectua.

Liste des navires coulés:
| Date               | Navire        | Nationalité | Tonnage |
| ------------------ | ------------- | ----------- | ------- |
| 26 avril 1944      | MV Colin      | Panama      | 6 255   |
| 28 août 1944       | SS John Barry | États-Unis  | 7 176   |
| 1er septembre 1944 | SS Troilus    | Royaume-Uni | 7 422   |

## Sources
- (en) Cet article est partiellement ou en totalité issu de l’article de Wikipédia en anglais intitulé « German submarine U-859 » (voir la liste des auteurs).
- (en) U-859 sur le site Uboat.net